# Deutsch-Sowjetischer Wirtschaftsvertrag
Der Deutsch-Sowjetische Wirtschaftsvertrag offiziell Kreditabkommen zwischen dem deutschen Reich und der Union der Sozialistischen Sowjetrepubliken über sowjetische Rohstofflieferungen an das Deutsche Reich wurde am 19. August 1939 als Vorstufe zum Molotow-Ribbentrop-Pakt zwischen Wjatscheslaw Michailowitsch Molotow und Joachim von Ribbentrop ausgehandelt.
Der Wirtschaftsvertrag wurde zweimal überarbeitet, am 11. Februar 1940 und am 10. Januar 1941.

## Handels- und Kreditabkommen vom 19. August 1939
Seit 1939 verhandelten Deutschland und die Sowjetunion über ein Handels- und Kreditabkommen, das die wirtschaftliche Zusammenarbeit der beiden Länder befördern sollte. Die Sowjetunion benötigte Maschinen und Waffen und konnte Deutschland dafür Nahrungsmittel und Rohstoffe liefern. Für Stalin würde das Deutsche Reich durch die wirtschaftliche Kooperation eingebunden und für Deutschland würde die Zusammenarbeit eine Bedrohung im Osten vermeiden und gleichzeitig die Wirkung einer potentiellen englischen Seeblockade verringern.
Nach langwierigen Verhandlungen, die von den multinationalen diplomatischen Bemühungen, um eine Lösung der Polenkrise gekennzeichnet waren, wurde am 19. August 1939 der Vertrag unter der offiziellen Bezeichnung Kreditabkommen zwischen dem deutschen Reich und der Union der Sozialistischen Sowjetrepubliken als eine Vorbedingung für den Abschluss des deutsch-sowjetischen Nichtangriffspaktes abgeschlossen. Deutschland gestand darin sehr vorteilhafte Bedingungen zu, da der Überfall auf Polen kurz bevorstand und Zeitdruck für den Abschluss der Verträge bestand. Der Vertrag war der erste Schritt zur Wiederbelebung der traditionell guten Handelsbeziehungen zwischen Deutschland und der Sowjetunion.

## Wirtschaftsabkommen vom 11. Februar 1940

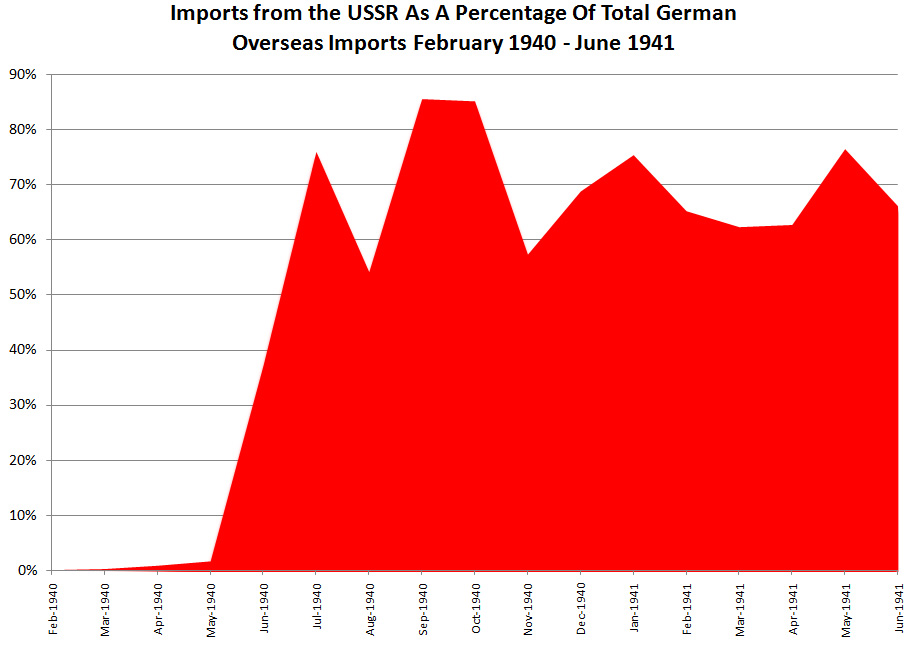
Deutsche Importe aus der Sowjetunion in Prozent

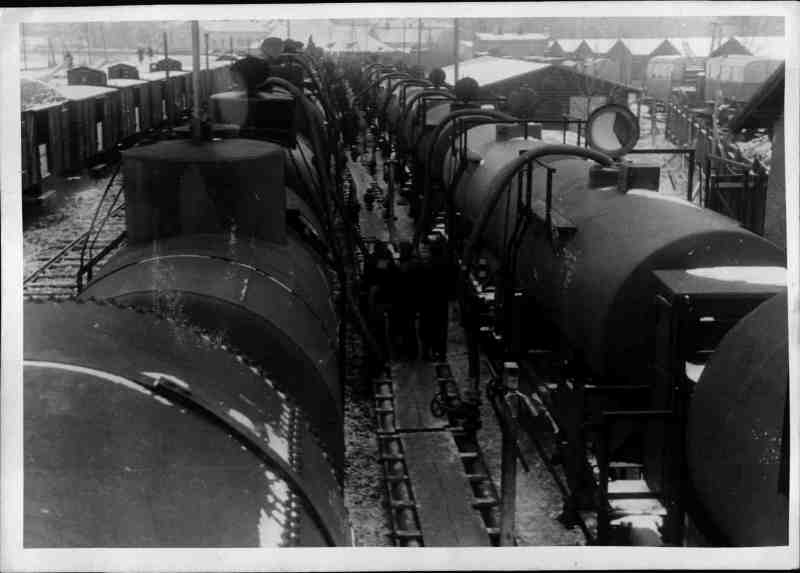
Russisches Öl wird in deutsche Tankwagen umgefüllt, Bahnhof Przemyśl im Februar 1940

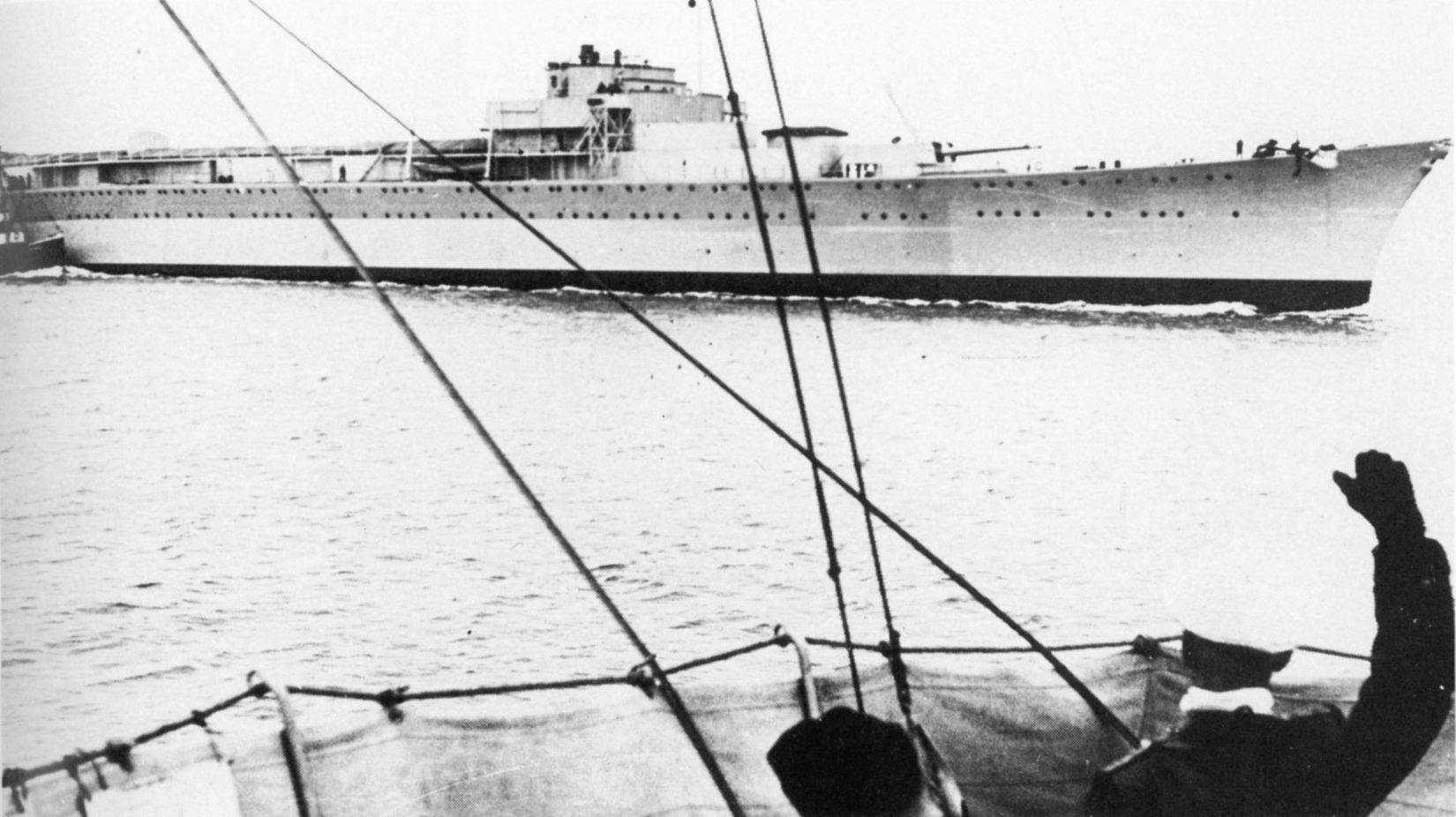
Schwerer Kreuzer Lützow, 1940 an die Sowjetunion übergeben

Nach der gemeinsamen Besetzung Polens wurde am 28. September der Deutsch-Sowjetische Grenz- und Freundschaftsvertrag geschlossen, der die Wiederbelebung der Wirtschaftsbeziehungen durch eine Steigerung der Lieferungen vorsah. Wegen des deutsch-sowjetischen Nichtangriffspaktes und der Besetzung Ostpolens durch die Sowjetunion waren die USA und das Vereinigte Königreich wirtschaftlich zur Sowjetunion auf Distanz gegangen, so dass das deutsche Reich als Lieferant von Investitions- und Rüstungsgütern einspringen sollte. Die deutsche Seite war an möglichst weitgehenden russischen Rohstofflieferungen (Getreide und Mineralöl) sowie dem Transit von Nichteisenmetallen und Kautschuk aus Ostasien interessiert, um die britische Seeblockade zu lindern.
Die deutsche Seite war überrascht, als die sowjetische Regierung in den anschließenden Wirtschaftsverhandlungen hauptsächlich militärisch nutzbare Güter im Wert von 1 bis 1,5 Milliarden RM kaufen wollte. Nach längeren Verhandlungen wurde am 11. Februar 1940 ein Vertrag im Wert von etwa 625 Mio. RM abgeschlossen.

### Inhalt
An sowjetischen Lieferungen von Nahrungsmitteln und Rohstoffen waren innerhalb von 18 Monaten folgende Mengen vorgesehen:
- 1.000.000 t Weizen und Gemüse im Wert von 120 Millionen Reichsmark
- 900.000 t Mineralöl, im Wert von 115 Millionen Reichsmark
- 100.000 t Baumwolle, im Wert von 90 Millionen Reichsmark
- 500.000 t Phosphat
- 100.000 t Chrom
- 500.000 t Eisenerz
- 300.000 t Schrott
- 2400 kg Platin, Manganerz, Metalle usw.

Das Deutsche Reich verpflichtete sich, Waffen und industrielle Güter im selben Wert innerhalb von 27 Monaten zu liefern. Darunter den noch nicht fertiggestellten Schweren Kreuzer Lützow, eine vollständige Flak-Batterie, diverse Panzer und Flugzeuge sowie 300 Maschinen für zivile und militärische Zwecke.
Darüber hinaus fungierte die Sowjetunion als Transitland für wichtige Waren, vor allem aus Asien.
Der Vertrag wurde von beiden Seiten erfüllt, bis zum Überfall auf die Sowjetunion 1941. Von der versprochenen einen Million Tonnen Getreide wurden jedoch letztlich nur 150.000 t geliefert. Bei Öl und Kohle sah das Bild ähnlich aus.

## Wirtschaftsabkommen vom 10. Januar 1941
Im Oktober 1940 begannen Gespräche über einen Anschlussvertrag, der dann am 10. Januar 1941 abgeschlossen werden konnte. Da sich aufgrund der deutschen Eroberungen im Westen die Nahrungsmittel- und Rohstoffversorgungssituation für Deutschland besser darstellte, konnte ein für das Reich sehr vorteilhafter Vertrag im Umfang von etwa 630 Mio. RM über 18 Monate mit der Sowjetunion ausgehandelt werden. Deutschland würde 2,5 Mio. Tonnen Getreide, 1 Mio. Tonnen Erdölerzeugnisse und große Mengen an wertvollen Metallen erhalten und dafür wieder industrielle Güter liefern.

## Britisch-amerikanischer Druck auf die Lieferungen
Ab März/April 1941 begannen die britische und die amerikanische Regierung Druck auf die Sowjetunion wegen ihrer Lieferungen auszuüben. Nach einer scharfen Antwort der sowjetischen Regierung am 27. März 1941 auf die Vorwürfe von Sumner Welles wegen der intensiven Lieferungen und einer möglichen Weiterleitung amerikanischer Rohstoffe, leitete die amerikanische Regierung drastische Handelssanktionen ein. Am 6. Mai 1941 folgte ein Ausfuhrverbot für alle Maschinen und Geräte die in der sowjetischen Rüstung verwendet werden konnten. Am 18. April 1941 übergab der britische Botschafter Richard Stafford Cripps ein Memorandum an Andrei Januarjewitsch Wyschinski, in dem er „unverhohlen“ mit einem deutsch-britischen Friedensschluss drohte, der Deutschland eine Kehrtwendung nach Osten erlauben würde, und einer Einbeziehung der Sowjetunion in die ökonomische Blockade. Dagegen versprach er Unterstützung, falls sich Hitler die sowjetischen Rohstoffe durch Krieg erobern wolle. Laut Schwendemann war dies jedoch eigenmächtige Drohungen ohne Autorisierung von London. Dort ging man jedoch so weit, die Pläne für die Operation Pike aus dem Frühjahr 1940 zur Bombardierung der kaukasischen Erdölfelder zu reaktivieren.

## Interpretation
Nach Ansicht einiger Historiker war damit für Hitler im Prinzip der wirtschaftliche Weg frei für einen Krieg, ohne die Auswirkungen einer erneuten Seeblockade fürchten zu müssen, die im Ersten Weltkrieg zur deutschen Niederlage beitrug und 1919 die Zustimmung zum Friedensvertrag von Versailles erzwang.
Heinrich Schwendemann vertritt die These, dass die wirtschaftliche Zusammenarbeit der Hauptfaktor der deutsch-sowjetischen Beziehungen in der Zeit des Hitler-Stalin-Paktes darstellte und eine Alternative zu Hitlers Ostprogramm darstellte. Diese Alternative sei von der deutschen Exportwirtschaft und der Diplomatie entwickelt und getragen worden. Jedoch habe Hitler alle getäuscht.
Nach Ludolf Herbst betrieb Stalin hingegen mit den Lieferungen ein »Economic Appeasement«, um Hitlers Aggression von der Sowjetunion in Richtung Mittelmeerraum abzulenken. Die Bedeutung für die Waffenerfolge der Wehrmacht sei denkbar gering gewesen, für den Polenfeldzug waren sie gar nicht wirksam und für den Westfeldzug waren sie ein Tropfen auf den heißen Stein. Der Großteil der Lieferungen füllte die deutschen Lager im Moment eines Überflusses.